# 30 декабря
30 декабря — 364-й день года (365-й в високосные годы) по григорианскому календарю.
До конца года остаётся 1 день.
До 15 октября 1582 года — 30 декабря по юлианскому календарю, с 15 октября 1582 года — 30 декабря по григорианскому календарю.
В XX и XXI веках соответствует 17 декабря по юлианскому календарю.

## Праздники и памятные дни

### Национальные
- Мадагаскар — День Республики[2].

### Религиозные
Православие
 — Память пророка Даниила и трёх отроков — Анании, Азарии и Мисаила (VI—V вв. до н. э.);
 — память святителя Иоанна, епископа Сардийского (IX в.);
 — преподобного Даниила исповедника, в схиме Стефана (X в.);
 — мученика Никиты;
 — святителя Дионисия, архиепископа Егинского (1624);
 — память священномучеников Александра Савёлова, Николая Бельтюкова и Сергия Флоринского, пресвитеров (1918);
 — память священномучеников Петра Покровского и Иоанна Земляного, пресвитеров (1937).

### Именины
- Православные: Александр, Азария, Анон, Даниил, Денис, Иван, Мисаил, Никита, Николай, Пётр, Сергей.

## События
См. также Категория:События 30 декабря

### До XX века
- 1066 — резня евреев в Гранаде.
- 1460 — Война Алой и Белой розы: битва при Уэйкфилде
- 1806 — Турция объявляет войну России.
- 1812 — между прусским генералом Людвигом Йорком и российским генералом Иваном Дибичем заключена Таурогенская конвенция о взаимном нейтралитете в последние дни Отечественной войны 1812 года.
- 1848 — венгерские войска разбиты в битве при Море.

### XX век
- 1903 — пожар в театре «Ирокез» в Чикаго, в результате чего погибло более 600 человек и 250 получили ранения.
- 1915 — немецкая подводная лодка U-38 торпедирует британский лайнер «Персия» у побережья острова Крит. Жертвами кораблекрушения стали, по меньшей мере, 330 человек из 501, в том числе Элеанора Веласко Торнтон, послужившая моделью для «Летящей Леди».
- 1916:
  - коронация в Будапеште императора Австрии и короля Венгрии Карла I;
  - убийство Григория Распутина.
- 1922 — I Всесоюзный съезд Советов утвердил декларацию и договор об образовании Союза Советских Социалистических Республик. В СССР объединились 4 государства: Российская СФСР, Украинская ССР, Белорусская ССР, Закавказская СФСР.
- 1936 — сидячая забастовка во Флинте
- 1941 — Вторая мировая война: советские войска освободили города Керчь, Феодосия, Калуга.
- 1947 — Королевство Румыния перестаёт существовать и превращается в Румынскую Народную Республику.
- 1967 — катастрофа Ан-24 в Лиепае, 43 погибших.
- 1978 — в Киеве введена в эксплуатацию[6][7] первая в СССР[8][9] линия скоростного трамвая, построенная по инициативе Владимира Веклича[10][11] и Василия Дьяконова[12].
- 1984 — Головная «Щука-Б», К-284, вступила в строй Тихоокеанского флота ВМФ СССР.
- 1991 — открыты станции Киевского метрополитена «Дружбы народов» (ныне «Зверинецкая») и «Выдубичи».
- 1993 — Израиль и Ватикан наладили дипломатические отношения.
- 1995 — установлены Почётные звания Российской Федерации.
- 2000 — на торжественном предновогоднем приёме в Большом Кремлёвском дворце впервые официально исполнен новый Гимн России[13].

### XXI век
- 2004 — пожар в ночном клубе «Республика Кроманьон» (Буэнос-Айрес), 194 погибших.
- 2006 — казнь свергнутого президента Ирака Саддама Хусейна.
- 2011 — В Самоа не было даты 30 декабря из-за смены часового пояса с UTC−10 на UTC+14 (то есть переноса линии перемены дат с западной на восточную сторону от Самоа)[14][15]. После 23:59:59 29 декабря наступило сразу 00:00:00 31 декабря. То же самое произошло и на зависимой территории Токелау, находящейся под управлением Новой Зеландии, так как администрация Токелау находится на Самоа[14].
- 2013 — взрыв троллейбуса в Волгограде.
- 2023 — российско-украинская война: обстрел Белгорода.

## Родились
См. также: Категория:Родившиеся 30 декабря

### До XIX века
- 39 — Тит (ум. 81), 10-й император Рима (79—81).
- 1371 — Василий I (ум. 1425), великий князь московский и владимирский (с 1389), старший сын Дмитрия Донского
- 1673 — Ахмед III (ум. 1736), 23-й османский султан (1703—1730).
- 1691 — Конрад Фридрих Хюрлебуш (ум. 1765), немецкий композитор и органист.
- 1787 — Отто Коцебу (ум. 1846), русский мореплаватель.

### XIX век
- 1819 — Теодор Фонтане (ум. 1898), немецкий писатель и поэт.
- 1824 — князь Алексей Лобанов-Ростовский (ум. 1896), русский дипломат и генеалог.
- 1851 — Эйза Григгс Кэндлер (ум. 1929), американский предприниматель, основатель компании Coca-Cola.
- 1860 — Йонас Яблонскис (ум. 1930), литовский языковед, «отец» литовского литературного языка.
- 1865 — Редьярд Киплинг (ум. 1936), английский писатель, поэт, новеллист.
- 1866 — Александр Протопопов (казнён в 1918), российский политик, крупный помещик и промышленник.
- 1873 — Альфред Смит (ум. 1944), американский государственный деятель, губернатор штата Нью-Йорк (1919—1920, 1923—1928), кандидат в президенты США в 1928 г.
- 1878 — Андрей Дмитриев (ум. 1946), учёный-растениевод, один из основоположников советского луговодства.
- 1879 — Рамана Махарши (ум. 1950), индийский религиозный деятель и философ.
- 1887 — Рене Шваллер де Любич (ум. 1961), французский мистик, алхимик, художник, автор трудов по египтологии и символизму.
- 1890 — Виктор Серж (наст. имя Виктор Кибальчич; ум. 1947), русский и франкоязычный писатель, революционер, деятель коммунистической партии и Коминтерна.
- 1894 — Эдуард Иогансон (ум. 1942), советский киноактёр, режиссёр-постановщик, сценарист.
- 1897 — Виталий Примаков (расстрелян в 1937), советский военачальник, участник Гражданской войны.
- 1898 — Жак Риго (ум. 1929), французский писатель, поэт-сюрреалист, дадаист.

### XX век
- 1904 — Дмитрий Кабалевский (ум. 1987), советский композитор, дирижёр, пианист, музыкальный педагог.
- 1905:
  - Даниил Хармс (ум. 1942), русский советский писатель и поэт, сын писателя И. Ювачёва;
  - Василий Ловинеску[рум.] (ум. 1984), румынский философ-традиционалист.
- 1907 — Анатолий Лепин (ум. 1984), советский композитор латышского происхождения.
- 1910 — Пол Боулз (ум. 1999), американский писатель и композитор.
- 1912 — Андрей Сова (ум. 1994), советский и украинский киноактёр, артист эстрады.
- 1918 — Уильям Юджин Смит (ум. 1978), американский фотожурналист.
- 1919 — Франсис Карсак (наст. имя Франсуа Борд; ум. 1981), французский писатель-фантаст, учёный-геолог и археолог.
- 1924 — Олег Мокшанцев (ум. 2007), актёр театра и кино, мастер дубляжа, заслуженный артист РСФСР.
- 1925 — Ливия Шутова, театральная актриса, народная артистка РСФСР.
- 1926 — Анатолий Логунов (ум. 2015), советский и российский физик-теоретик, академик АН СССР и РАН, в 1974—1991 гг. вице-президент АН СССР.
- 1927:
  - Робер Оссейн (при рожд. Абрахам Оссейнхофф) (ум. 2020), французский актёр и режиссёр театра и кино, продюсер;
  - Константин Сальников, первый советский чемпион мира по современному пятиборью (1955).
- 1928 — Бо Диддли (при рожд. Эллас Ота Бэйтс; ум. 2008), американский певец, гитарист, автор песен, пионер рок-н-ролла.
- 1930 — Элмайра Минита Гордон (ум. 2021), генерал-губернатор Белиза (1981—1993).
- 1932 — Паоло Вилладжо (ум. 2017), итальянский актёр-комик, режиссёр, писатель.
- 1935:
  - Мануэль Аарон, индийский шахматист;
  - Омар Бонго Ондимба (ум. 2009), президент Габона (1967—2009).
- 1937 — Гордон Бэнкс (ум. 2019), британский, английский футболист, вратарь, чемпион мира (1966).
- 1939:
  - Алексей Локтев (ум. 2006), советский и российский актёр театра и кино, театральный режиссёр.
  - Джон Пилджер (ум. 2023), австралийский кинорежиссёр, сценарист, журналист и общественный деятель.
  - Елена Чайковская (при рожд. Осипова), советский и российский тренер по фигурному катанию.
- 1942 — Владимир Буковский (ум. 2019), писатель, политик и общественный деятель, один из основателей диссидентского движения в СССР.
- 1945 — Ллойд Кауфман, американский режиссёр, продюсер, сценарист.
- 1946
  - Патти Смит, американская рок-певица и поэтесса.
  - Берти Фогтс (наст. имя Ханс-Хуберт Фогтс), немецкий футболист, чемпион мира (1974) и Европы (1972), тренер.
- 1947 — Джефф Линн, британский певец, мультиинструменталист, автор песен, продюсер, лауреат «Грэмми».
- 1950 — Бьёрн Страуструп, датский программист, создатель языка программирования C++.
- 1951 — Алексей Баринов, российский инженер, глава администрации Ненецкого автономного округа (2005—2006).
- 1958 — Артур Крупенин, российский тележурналист, телеведущий, сценарист и писатель.
- 1961 — Бен Джонсон, канадский спринтер, участник допингового скандала на олимпиаде в Сеуле.
- 1965 — Валентина Легкоступова (ум. 2020), советская и российская эстрадная певица, заслуженная артистка РФ.
- 1969:
  - Керсти Кальюлайд, эстонский политик, президент Эстонии (2016—2021);
  - Джей Кей (при рожд. Джейсон Луис Читэм), британский певец и автор песен, создатель и солист группы Jamiroquai.
- 1970 — Ян Пузыревский (покончил с собой в 1996), советский киноактёр, исполнитель роли Кая в киносказке «Тайна Снежной королевы».
- 1972 — Дэниел Амокачи, нигерийский футболист, олимпийский чемпион (1996).
- 1973 — Ато Болдон, спринтер из Тринидада и Тобаго, 4-кратный призёр Олимпийских игр.
- 1975 — Тайгер Вудс, американский гольфист, 15-кратный победитель турниров «Мейджор».
- 1978 — Филлипс Идову, британский легкоатлет (тройной прыжок).
- 1981 — Али аль-Хабси, оманский футболист, вратарь.
- 1982 — Кристин Крук, канадская актриса и продюсер.
- 1984 — Леброн Джеймс, американский баскетболист, 4-кратный чемпион НБА, двукратный олимпийский чемпион (2008 и 2012).
- 1986:
  - Элли Голдинг, британская певица и композитор;
  - Доменико Кришито, итальянский футболист.
- 1995:
  - V (наст. имя Ким Тхэ Хён), южнокорейский певец, танцор, актёр, автор песен, участник группы BTS;
  - Игорь Шестёркин, российский хоккеист, вратарь.

## Скончались
См. также: Категория:Умершие 30 декабря

### До XX века
- 1460 — Ричард Плантагенет (р. 1411), герцог Йоркский.
- 1591 — Иннокентий IX (в миру Джованни Антонио Факкинетти де Нуче) (р. 1519), папа римский.
- 1644 — Ян Баптиста ван Гельмонт (р. 1580), бельгийский химик, физиолог, врач, теософ-мистик и алхимик.
- 1781 — Джон Тербервилл Нидхем (р. 1713), английский естествоиспытатель.
- 1863 — Александр Муравьёв (р. 1792), российский военный и государственный деятель, декабрист, основатель «Союза благоденствия».
- 1896 — расстрелян Хосе Рисаль (р. 1861), писатель, учёный-просветитель, национальный герой филиппинского народа.

### XX век
- 1916
  - Огнеслав Костович (р. 1851), российский конструктор и изобретатель.
  - убит Григорий Распутин (р. 1869), фаворит семьи российского императора Николая II.
- 1918 — расстрелян Сергей Флоринский (р. 1873), священник русской церкви, протоиерей, причисленный в 2002 г. к лику святых.
- 1940 — Гергь Фишта (р. 1871), албанский поэт и переводчик, католический священник.
- 1941 — Эль Лисицкий (р. 1890), советский художник и архитектор, авангардист.
- 1944 — Ромен Роллан (р. 1866), французский писатель, лауреат Нобелевской премии (1915).
- 1947 — Хан Ван Меегерен (р. 1889), голландский живописец.
- 1954:
  - Роберт Виппер (р. 1859), историк, академик;
  - Кузьма Деревянко (р. 1904), советский генерал-лейтенант, подписавший от Советского Союза Акт о капитуляции Японии.
- 1960 — Эрнест Бирзниек-Упит (р. 1871), латышский советский писатель.
- 1968 — Кирилл Мерецков (р. 1897), Маршал Советского Союза, Герой Советского Союза.
- 1968 — Трюгве Ли (р. 1896), норвежский политик, первый генеральный секретарь ООН (1946—1953).
- 1973 — Михаил Сомов (р. 1908), советский океанолог, полярный исследователь, Герой Советского Союза.
- 1979 — Ричард Чарльз Роджерс (р. 1902), американский композитор.
- 1981 — Евгений Фёдоров (р. 1910), геофизик, академик, Герой Советского Союза.
- 1988:
  - Осаму Ногути (р. 1904), американский скульптор и ландшафтный архитектор японского происхождения;
  - Юлий Даниэль (р. 1925), русский поэт.
- 1994 — Дмитрий Иваненко (р. 1904), советский физик.
- 1995 — Юрий Додолев (р. 1926), русский писатель.
- 1997 — Синъити Хоси (р. 1926), японский писатель-фантаст.
- 1999 — Сара Носс (р. 1880), американская долгожительница, старейшая жительница Земли с 16 апреля 1998 года до своей смерти.

### XXI век
- 2006 — казнён Саддам Хусейн (р. 1937), президент Ирака (1979—2003).
- 2009:
  - Василий Шандыбин (р. 1941), российский политик, депутат Госдумы от КПРФ;
  - Абдуррахман Вахид (р. 1940), президент Индонезии в 1999—2001 годах.
- 2010 — Бобби Фаррелл (р. 1949), диджей, танцор, бэк-вокалист, участник группы Boney M.
- 2011 — Василий Стародубцев (р. 1931), российский государственный деятель, советский партийный и политический деятель. Народный депутат СССР (1989—1992), губернатор Тульской области (1997—2005).
- 2012 — Леви-Монтальчини Рита (р. 1909), итальянский нейробиолог, лауреат Нобелевской премии по физиологии и медицине (1986).
- 2013 — Юрий Швырёв (р. 1932), советский и российский кинорежиссёр и сценарист.
- 2014 — Луиза Райнер (р. 1910), австрийско-американская актриса, на момент смерти самый пожилой лауреат премии «Оскар».
- 2015 — Фриц Нестле[нем.] (р. 1930), немецкий математик; сын Эрвина Нестле, внук Эберхарда Нестле[16].
- 2018 — Дон Ласк (р. 1913), американский аниматор, режиссёр, режиссёр анимации и аниматор персонажей.
- 2020:
  - Норман Голб (р. 1928), американский историк-источниковед;
  - Доун Уэллс (р. 1938), американская актриса и продюсер.
- 2023
  - Лубош Когоутек (р. 1935), чехословацкий, чешский астроном, первооткрыватель комет и астероидов.
  - Джон Пилджер (р. 1939), австралийский кинорежиссёр, сценарист, журналист и общественный деятель.
  - Том Уилкинсон (р. 1948), британский актёр театра и кино, дважды номинировался на кинопремию «Оскар» и обладатель премий BAFTA (1998), «Эмми» (2008), «Золотой глобус» (2009).
- 2024 — Джеймс Фрейзер Стоддарт (р. 1942), шотландский, американский учёный-химик, лауреат Нобелевская премия по химии (2016).

## Народный календарь, приметы
- Азарий.
- Каков день на Азария, таков и май месяц.
- Ананий.
- Ананий декабрь поторапливает.
- Если на Анания иней, через неделю будет тепло.
- В старину в ночь жгли огромные костры и приговаривали: «Разгони, огонь, потемь, постращай стужу…»[17][18].